# Copa Rostelecom 2017
La Copa Rostelecom de 2017, también conocida como Copa de Rusia fue la tercera competición de patinaje artístico sobre hielo en la serie del Grand Prix de la temporada 2017-2018. Organizada por la federación rusa de patinaje sobre hielo, tuvo lugar en Moscú, entre el 20 y el 22 de octubre de 2016. Se llevaron a cabo competiciones en las modalidades de patinaje individual masculino, femenino, patinaje en parejas y danza sobre hielo, y sirvió como clasificatorio para la Final del Grand Prix de 2017.

## Resultados

### Patinaje individual masculino
| Clasificación | Nombre              | País           | Total  | Programa corto | Programa corto | Programa libre | Programa libre |
| ------------- | ------------------- | -------------- | ------ | -------------- | -------------- | -------------- | -------------- |
| 1             | Nathan Chen         | Estados Unidos | 293,79 | 1              | 100,54         | 2              | 193,25         |
| 2             | Yuzuru Hanyu        | Japón          | 290,77 | 2              | 94,85          | 1              | 195,92         |
| 3             | Mijaíl Koliada      | Rusia          | 271,06 | 4              | 85,79          | 3              | 185,27         |
| 4             | Misha Ge            | Uzbekistán     | 255,33 | 5              | 85,02          | 4              | 170,31         |
| 5             | Moris Kvitelashvili | Georgia        | 250,26 | 8              | 80,67          | 5              | 169,59         |
| 6             | Dmitri Aliev        | Rusia          | 239,61 | 3              | 88,77          | 7              | 150,84         |
| 7             | Nam Nguyen          | Canadá         | 238,45 | 7              | 80,74          | 6              | 157,71         |
| 8             | Deniss Vasiļjevs    | Letonia        | 227,53 | 6              | 82,44          | 9              | 145,09         |
| 9             | Denis Ten           | Kazajistán     | 214,35 | 10             | 69,00          | 8              | 145,35         |
| 10            | Andréi Lazukin      | Rusia          | 212,14 | 9              | 78,54          | 11             | 133,60         |
| 11            | Grant Hochstein     | Estados Unidos | 206,09 | 11             | 67,56          | 10             | 138,53         |
| 12            | Daniel Samohin      | Israel         | 183,79 | 12             | 62,02          | 12             | 121,77         |

### Patinaje individual femenino
| Clasificación | Nombre                | País           | Total  | Programa corto | Programa corto | Programa libre | Programa libre |
| ------------- | --------------------- | -------------- | ------ | -------------- | -------------- | -------------- | -------------- |
| 1             | Yevguéniya Medvédeva  | Rusia          | 231,21 | 1              | 80,75          | 1              | 150,46         |
| 2             | Carolina Kostner      | Italia         | 215,98 | 2              | 74,62          | 2              | 141,36         |
| 3             | Wakaba Higuchi        | Japón          | 207,17 | 3              | 69,60          | 3              | 137,57         |
| 4             | Yelena Radiónova      | Rusia          | 195,52 | 5              | 68,75          | 4              | 126,77         |
| 5             | Kaori Sakamoto        | Japón          | 194,00 | 4              | 68,88          | 5              | 125,12         |
| 6             | Mariah Bell           | Estados Unidos | 188,56 | 7              | 63,85          | 6              | 124,71         |
| 7             | Valeria Mijáilova     | Rusia          | 185,09 | 8              | 63,38          | 8              | 121,71         |
| 8             | Elizabet Tursynbayeva | Kazajistán     | 184,95 | 6              | 63,92          | 9              | 121,03         |
| 9             | Mirai Nagasu          | Estados Unidos | 178,25 | 9              | 56,15          | 7              | 122,10         |
| 10            | Nicole Schott         | Alemania       | 168,72 | 10             | 55,55          | 10             | 113,17         |
| 11            | Maé-Bérénice Méité    | Francia        | 160,96 | 11             | 54,24          | 12             | 106,72         |
| 12            | Anastasia Galustyan   | Armenia        | 154,90 | 12             | 48,10          | 11             | 106,80         |

### Patinaje en parejas
| Clasificación | Nombre                                 | País           | Total  | Programa corto | Programa corto | Programa libre | Programa libre |
| ------------- | -------------------------------------- | -------------- | ------ | -------------- | -------------- | -------------- | -------------- |
| 1             | Yevguéniya Tarásova / Vladímir Morózov | Rusia          | 224,25 | 1              | 76,88          | 1              | 147,37         |
| 2             | Ksenia Stolbova / Fiódor Klimov        | Rusia          | 204,43 | 2              | 71,39          | 2              | 133,04         |
| 3             | Kristina Astajova / Alekséi Rogonov    | Rusia          | 199,11 | 4              | 67,14          | 3              | 131,97         |
| 4             | Valentina Marchei / Ondřej Hotárek     | Italia         | 193,63 | 3              | 68,48          | 4              | 125,15         |
| 5             | Julianne Séguin / Charlie Bilodeau     | Canadá         | 186,16 | 5              | 67,06          | 5              | 119,10         |
| 6             | Miriam Ziegler / Severin Kiefer        | Austria        | 175,06 | 6              | 59,35          | 7              | 115,71         |
| 7             | Marissa Castelli / Mervin Tran         | Estados Unidos | 170,53 | 7              | 54,37          | 6              | 116,16         |
| 8             | Sumire Suto / Francis Boudreau-Audet   | Japón          | 136,80 | 8              | 48,93          | 8              | 87,87          |

### Danza sobre hielo
| Clasificación | Nombre                               | País            | Total  | Danza corta | Danza corta | Danza libre | Danza libre |
| ------------- | ------------------------------------ | --------------- | ------ | ----------- | ----------- | ----------- | ----------- |
| 1             | Maia Shibutani / Alex Shibutani      | Estados Unidos  | 189,24 | 1           | 77,30       | 1           | 111,94      |
| 2             | Yekaterina Bobrova / Dmitri Soloviov | Rusia           | 184,74 | 2           | 76,33       | 2           | 108,41      |
| 3             | Aleksandra Stepanova / Iván Bukin    | Rusia           | 179,35 | 3           | 71,32       | 3           | 108,03      |
| 4             | Piper Gilles / Paul Poirier          | Canadá          | 172,29 | 4           | 69,67       | 4           | 102,62      |
| 5             | Charlène Guignard / Marco Fabbri     | Italia          | 171,37 | 5           | 68,99       | 5           | 102,38      |
| 6             | Betina Popova / Serguéi Mozgov       | Rusia           | 164,02 | 6           | 64,14       | 6           | 99,88       |
| 7             | Rachel Parsons / Michael Parsons     | Estados Unidos  | 148,75 | 7           | 59,41       | 8           | 89,34       |
| 8             | Marie-Jade Lauriault / Romain Le Gac | Francia         | 147,19 | 8           | 55,64       | 7           | 91,55       |
| 9             | Alisa Agafonova / Alper Uçar         | Turquía         | 140,79 | 10          | 53,11       | 9           | 87,68       |
| 10            | Nicole Kuzmichová / Alexandr Sinicyn | República Checa | 136,81 | 9           | 54,39       | 10          | 82,42       |